# Laia Andreu i Trias
Laia Andreu Trias (Vic, Osona, 31 de maig de 1979) és una atleta catalana especialitzada en curses de muntanya, camp a través, curses d'orientació, i curses de raquetes de neu.

## Trajectòria esportiva
L'atleta vigatana que ha competit amb el Club Atlètic Granollers i posteriorment amb el Club Atlètic Vic i amb la Unió Excursionista de Vic, es va iniciar en l'atletisme i aconseguí ben aviat el títol de campiona d'Espanya júnior dels 3.000 metres llisos. Posteriorment, fou campiona de Catalunya de curses de muntanya els anys 2008 i 2014, i d'Espanya el 2014. En l'àmbit internacional, participà en diverses proves de la Copa del Món de curses de muntanya com a membre de la selecció catalana i en Campionats d'Europa i del Món amb la selecció espanyola. Com a corredora de curses amb raquetes de neu aconseguí dos Campionats de Catalunya (2008, 2015), un Campionat d'Europa (2010), set Copes d'Europa (2008-14) i dos subcampionats del món (2013, 2015). La seva participació en curses internacionals d'aquesta modalitat sempre ha estat com a membre de la selecció catalana. Així, participant amb la selecció catalana de raquetes de neu de la Federació d'Entitats Excursionistes de Catalunya (FEEC), ha guanyat diverses vegades (2012, 2015, 2017 i 2018) la Ciaspolada de raquetes de neu ("le ciaspole" són les raquetes de neu en italià), una cursa que es disputa a la Val di Non, al Trentino italià, i és la més multitudinària i prestigiosa del continent. El 2018 també va guanyar l'Europeu de Guils, dins del campionat d'Europa de raquetes de neu de la International Snowshow Federation, celebrat a l'estació d'esquí nòrdic de Guils-Fontanera, sota l'organització de la Unió Muntanyenca Eramprunyà.
A partir de l'any 2017, el reglament de la Federació Internacional de Raquetes de Neu (WSSF) no permet la participació de la selecció catalana perquè no està reconeguda pel Comitè Olímpic Espanyol. Per aquest motiu, com que no hi ha selecció espanyola d'aquesta modalitat, Laia Andreu no pogué competir en els Campionats del Món del 2017 celebrats als Estats Units.
Els darrers anys, compaginà els esports de muntanya amb l'atletisme, on també ha obtingut diversos èxits, com el quart lloc a la Marató de Barcelona del 2014, o el primer lloc a la popular Cursa de la Mercè barcelonesa del 2016, amb un resultat de 35:37, una prova en la qual debutava, superant a Hasna Bahom del FC Barcelona, vencedora de les tres últimes edicions de La Mercè. També fou guanyadora dels Campionats de Catalunya de 10 quilòmetres en ruta el 2016, i de camp a través el 2017. També ha guanyat curses populars com la Cursa dels 7 portals, la popular cursa nocturna del seu poble.

## Millors marques[8]
| Disciplina             | Temps   | Data                   | Lloc                               |
| ---------------------- | ------- | ---------------------- | ---------------------------------- |
| 5.000 metres           | 0:17:47 | 8 d'abril de 2017      | Sabadell Catalunya                 |
| 10.000 metres          | 0:36:52 | 25 de març de 2017     | Santa Coloma de Gramenet Catalunya |
| 3.000 metres obstacles | 0:11:34 | 1 de juny de 2008      | Barcelona Catalunya                |
| 10 km.                 | 0:34:24 | 31 de desembre de 2016 | Barcelona Catalunya                |
| Mitja marató           | 1:20:16 | 16 de febrer de 2014   | Barcelona Catalunya                |
| Marató                 | 2:45:40 | 26 de novembre de 2017 | La Rochelle França                 |

## Reconeixements
El gener del 2010 va rebre el guardó dels IX Premis d'Honor que entrega la Fundació Esport Català a esportistes catalans, clubs, federacions i entitats per la seva contribució a l'esport català, en el seu cas per haver-hi guanyat el Campionat d'Europa de Raquetes de Neu del 2009.